# Teucholabis (Teucholabis) meridiana
Teucholabis (Teucholabis) meridiana is een tweevleugelige uit de familie steltmuggen (Limoniidae). De soort komt voor in het Australaziatisch gebied.